# Joseph Calasanz
Saint Joseph Calasanz ou Joseph de Calasanz, en latin : Calasanctius, en espagnol : José de Calasanz (11 septembre 1557 - 25 août 1648), est un prêtre espagnol, fondateur des Piaristes, congrégation religieuse destinée à l'éducation. Considéré comme saint par l'Église catholique romaine, il est fêté le 25 août.

## Biographie
José de Calasanz y Gastón est né au château de Calasanz (Calassanç), près de Peralta de la Sal (es), actuelle commune de Peralta de Calasanz, dans la partie catalanophone de l'Aragon (Espagne). Ses parents, Don Pedro Calasanz (Pere Calassanç) et Doña Maria Gaston, lui donnèrent une excellente éducation, à la maison d'abord, puis à l'école de Peralta. Il était le cadet des cinq enfants de la famille.
Après ses études classiques, il apprit la philosophie et la jurisprudence à Lérida et obtint le diplôme de docteur en droit. Il compléta ensuite ses études théologiques à Valence et à Alcalá de Henares.
À la mort de sa mère et d'un de ses frères, son père, Don Pedro, souhaita qu'il se marie et puisse perpétuer la lignée familiale. Mais une très grave maladie qui faillit l'emporter en 1582 brisa ces projets et une fois guéri, Joseph Calasanz fut ordonné prêtre le 17 décembre 1583 par l'évêque d'Urgel, Hugo Ambrosio de Moncada.
Joseph commença son ministère dans le diocèse d'Albarracin où l'évêque de la Figuera lui confia la charge de théologien, de confesseur et de procurateur. Quand l'évêque fut transféré à Lérida, Joseph le suivit dans son nouveau diocèse.
En 1586, de la Figuera fut envoyé comme visiteur apostolique à l'abbaye de Montserrat et Joseph l'accompagna en tant que secrétaire. L'évêque mourut l'année suivante, et Joseph partit, bien qu'il lui ait été vivement demandé de rester. Après avoir fait un voyage rapide à Calasanz pour les obsèques de son père, il fut appelé par l'évêque d'Urgel pour être vicaire général du district de Tremp.

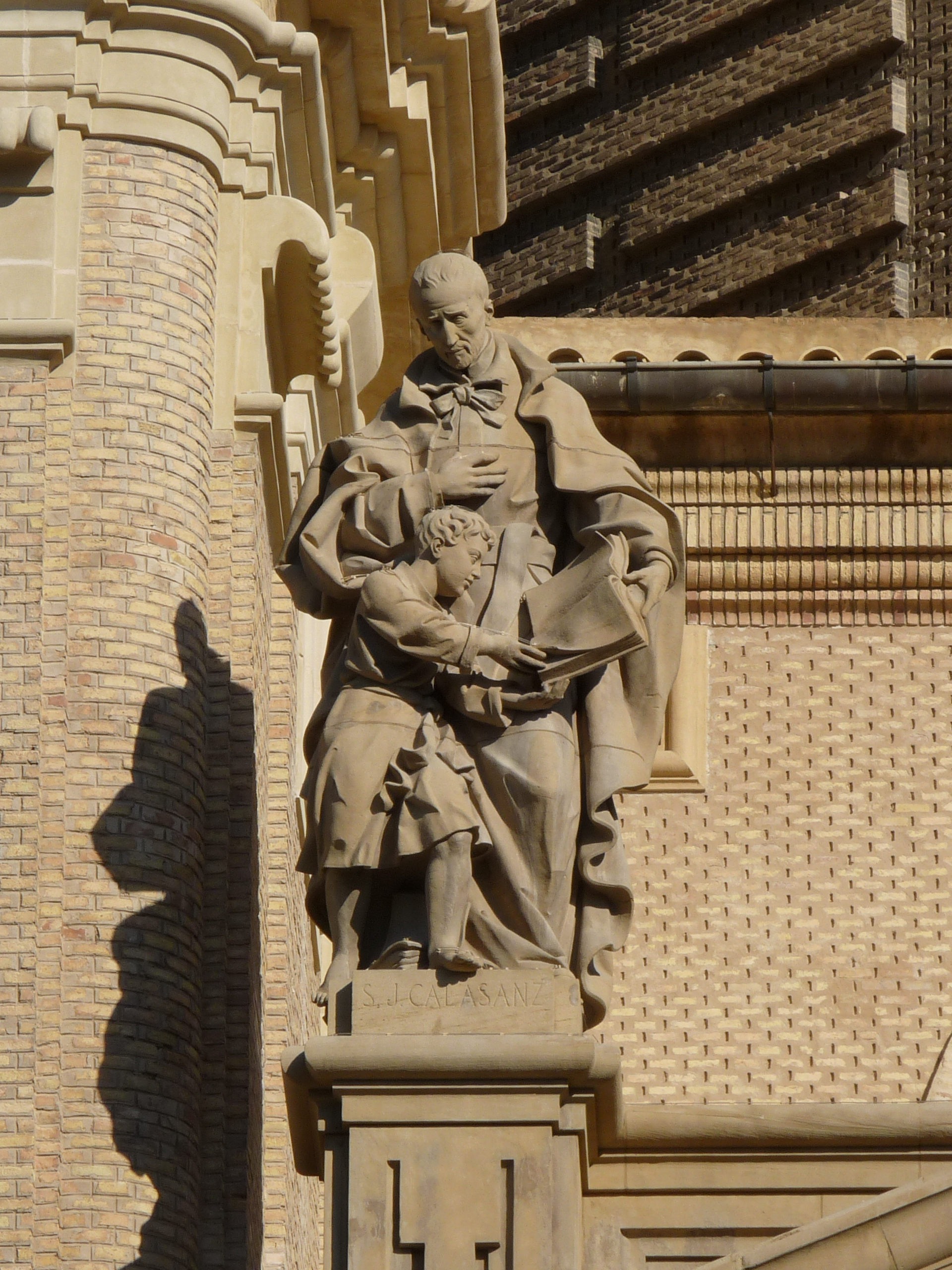
Statue à la basilique Notre-Dame-du-Pilier, Saragosse.

En 1592, Joseph s'embarqua pour Rome, où il trouva un protecteur en la personne du cardinal Marco Antonio Colonna, qui le choisit comme théologien personnel et éducateur de son neveu. Rome était le terrain idéal pour la mise en œuvre de la charité, tant l'instruction des enfants pauvres et errants était négligée. Beaucoup étaient orphelins et sans la moindre instruction. Joseph rejoignit une confraternité de doctrine chrétienne, et rassembla les enfants des rues pour les emmener à l'école. Les professeurs, déjà fort peu rémunérés, refusèrent d'accueillir ce surcroît de travail.
Antonio Brendani, pasteur de Santa Dorotea, lui offrit deux pièces et lui promit de l'aider pour l'enseignement de ces malheureux. Ultérieurement, deux autres prêtres lui offrirent de l'aide. C'est ainsi qu'en 1597, Joseph Calasanz put ouvrir la première école gratuite en Europe.
Le pape Clément VIII offrit une subvention annuelle, et d'autres personnalités firent des dons, ce qui permit à Joseph, d'accueillir de nombreux enfants. En 1602, il loua une maison à San Andrea della Valle et y installa la communauté de l'ordre des écoles pies, ou Piaristes.
Il eut à lutter contre une forte opposition, envers lui et son institut, mais il surmonta ces difficultés. En 1612 son école fut transférée au Palais Torres, près de San Pantaleone, c'est là que Joseph termina sa vie au milieu des enfants perdus auxquels il avait dévoué toute sa vie.
En octobre 1628, il fut l'hôte de la famille Conti à Poli et y fonda les écoles pieuses.
Il mourut le 25 août 1648 à Rome.

## Béatification, canonisation
- Il est béatifié le 7 août 1748 par le pape Benoît XIV
- Et canonisé par Clément XIII le 16 juillet 1767 ; c'est Mgr Assemani qui est chargé en 1737 de compléter à Florence les actes servant à sa canonisation.

## Source
- (en) Cet article est partiellement ou en totalité issu de l’article de Wikipédia en anglais intitulé « Joseph Calasanz » (voir la liste des auteurs).